# Otopharynx tetraspilus
Otopharynx tetraspilus és una espècie de peix de la família dels cíclids i de l'ordre dels perciformes.
Els mascles poden assolir els 15,6 cm de longitud total.
És un endemisme del llac Malawi (Àfrica oriental).